# Сент-Андре-ле-Верже (кантон)
Сент-Андре-ле-Верже (фр. Saint-André-les-Vergers) — один из 17 кантонов департамента Об, региона Гранд-Эст, Франция. Административный центр находится в коммуне Сент-Андре-ле-Верже. INSEE код кантона — 1010. Кантон был создан в 2015 году. Все коммуны кантона находятся в округе Труа.

## История
По закону от 17 мая 2013 и декрету от 14 февраля 2014 года количество кантонов в департаменте Об уменьшилось с 34 до 17. Новое территориальное деление департаментов на кантоны вступило в силу во время выборов 2015 года. Таким образом, кантон Сент-Андре-ле-Верже был образован 22 марта 2015 года. Он был сформирован из упразднённых кантонов Сент-Савин (2 коммуны), Труа-7 (1 коммуна) и Труа-6 (2 коммуны).

## Коммуны кантона
| №     | Индекс | Коммуна             | Оригинальное название   | Население, чел. (2012) | Площадь, км² | Плотность |
| ----- | ------ | ------------------- | ----------------------- | ---------------------- | ------------ | --------- |
| 10321 | 10440  | Ла-Ривьер-де-Кор    | La Rivière-de-Corps     | 2969                   | 7,26         | 409       |
| 10325 | 10430  | Розьер-пре-Труа     | Rosières-près-Troyes    | 3648                   | 6,23         | 585,6     |
| 10333 | 10120  | Сент-Андре-ле-Верже | Saint-André-les-Vergers | 11528                  | 5,86         | 1967,2    |
| 10340 | 10120  | Сен-Жермен          | Saint-Germain           | 2275                   | 13,8         | 164,9     |
| 10381 | 10440  | Торвилье            | Torvilliers             | 906                    | 12,11        | 74,8      |

## Политика
Согласно закону от 17 мая 2013 года избиратели каждого кантона в ходе выборов выбирают двух членов генерального совета департамента разного пола. Они избираются на 6 лет большинством голосов по результату одного или двух туров выборов.
В первом туре кантональных выборов 22 марта 2015 года в Сент-Андре-ле-Верже баллотировались 4 пары кандидатов (явка составила 46,96 %). Во втором туре 29 марта, Ален Баллан и Вероник Собле Сен-Мар были избраны с поддержкой 58,20 % на 2015—2021 годы. Явка на выборы составила 46,94 %.
| Мандат | Мандат | Кандидаты                           |                | Партия      | Первый тур | Первый тур     | Второй тур | Второй тур |
| Мандат | Мандат | Кандидаты                           | Кол-во голосов | Партия      | % голосов  | Кол-во голосов | % голосов  |            |
| ------ | ------ | ----------------------------------- | -------------- | ----------- | ---------- | -------------- | ---------- | ---------- |
| 2015   | 2021   | Ален Баллан и Вероник Собле Сен-Мар |                | Союз правых | 3241       | 46,47          | 4563       | 68,20      |
| 2015   | 2021   | Мишель Бертье и Аксель Домагала     |                | НФ          | 2058       | 29,51          | 2128       | 31,80      |
| 2015   | 2021   | Жан-Мишель Шеврье и Элен Руэль      |                | СП          | 972        | 13,94          | -          | -          |
| 2015   | 2021   | Жан-Пьер Корневен и Сильви Гаре     |                | ФКП         | 704        | 10,09          | -          | -          |